# Yasutora Sado
Yasutora Sado (茶渡 泰虎, Sado Yasutora) is een personage uit de Japanse anime- en mangaserie Bleach. Hij is klasgenoot van Ichigo Kurosaki die hem Chad (チャド, Chado) noemt.

## Achtergrond
Chad is een tiener van Mexiaanse afkomst. Hij is groot en lijkt ouder dan dat hij is. Hij heeft een tatoeage op zijn linkerschouder met de tekst Amore e Morte (Liefde en Dood in het Italiaans) en een hart, slang en engelvleugels rond het hart.
Tijdens zijn jeugd was Chad erg gewelddadig. Door zijn lengte intimideerde en sloeg hij elk kind dat hem irriteerde. Oscar Joaquin, zijn grootvader die hem opvoedde, inspireerde Chad om aardig te zijn. Naderhand gaf Oscar hem een Mexicaanse munt, die Chad bij zich draagt na zijn dood. Sindsdien heeft Chad besloten om niet meer te vechten, tenzij hij daarmee anderen kan beschermen, zelfs als hij zijn eigen leven daarmee in gevaar brengt.
Chad is een rustig persoon en soms onderwerp van grappen of pesterijen omdat hij nooit terugvecht. Desondanks wordt hij als een gelijke behandeld door zijn vriendengroep (Ichigo, Keigo en Mizuiro). Hij kent Ichigo al lang, ze zijn vrienden geworden nadat Ichigo hem gered heeft van pestkoppen. Sindsdien hebben ze ook besloten om samen zij aan zij te vechten. Chad is dan ook vastbesloten om te trainen om Ichigo te helpen met zijn gevechten als de tegenstanders sterker worden naarmate de serie vordert. Chad heeft een zwakte voor schattige dingen, zoals kleine dieren en Kon. Naast zijn fysieke kracht is Chad ook intelligent.

## Verhaallijnen
Een paar dagen nadat Ichigo een Shinigami is geworden, krijgt Chad een vervloekte valkparkiet, waarvan alle vorige eigenaren zijn overleden. De vogel blijkt de verblijfplaats te zijn van de ziel van een overleden kind, geplaatst door een hollow. Chad moet deze hollow bevechten maar kan hem niet zien. Hij krijgt hulp van Ichigo Kurosaki en Rukia Kuchiki. Ichigo verslaat deze hollow en zorgt ervoor dat de ziel van het kind naar Soul Society gaat. Later wanneer Uryu Ishida een duel heeft met Ichigo om zo veel mogelijk hollows te bevechten, vecht Chad ook met hollow. Tijdens dit gevecht ontwikkelt hij zijn kracht: een gepantserde rechterarm.
Nadat Rukia teruggekeerd is naar Soul Society zijn Chad en Orihime Inoue getraind door Yoruichi Shihouin om hun krachten te kunnen oproepen wanneer dit nodig is. Na een week vertrekken ze samen met Uryu en Ichigo naar Soul Society. Als de groep verspreid is nadat ze Seireitei zijn binnen gedrongen. Chad komt Shunsui Kyoraku tegen, Captain van de 8ste divisie. Chad is snel verslagen en ligt gewond op de grond. Nadat hij is gevonden door Kenpachi Zaraki en Rukia gered is vertrekken Uryu, Chad, Ichigo en Orihime naar de mensenwereld. Later in Karakura Town worden ze aangevallen door Ulquiorra Cifer en Yammy, twee arrancars die de stad als eerste aanvallen. Als de tweede invasie geleid wordt door Espada Grimmjow Jeagerjaquez wordt Chad aangevallen door een arrancar, maar hij wordt gered door Ichigo. Als Chad niets kan doen om Ichigo te helpen gaat hij naar Kisuke Urahara om te vragen hem te trainen.
Wanneer Orihime is ontvoerd door Sosuke Aizen, gaat Chad mee met Ichigo en Uryu om haar te redden in Hueco Mundo. Nadat ze Las Noches hebben bereikt, verspreiden ze en komt Chad de Privaron Espada Gantenbainne Mosqueda tegen. Zijn overwinning is van korte duur als daarna de nummer 5 Espada Nnoitra Jiruga hem meermalen verwondt en Chad voor dood achterlaat. Chad en Gantenbainne worden gevonden door de Exequias, die van plan zijn om ze te vermoorden, maar Retsu Unohana en Isane Kotetsu brengen ze op andere gedachten en ze genezen Chad en Gantenbainne. Later verschijnt hij samen met Rukia en Renji Abarai om Ichigo te helpen en de Exequias te verslaan.

## Krachten
Aan het begin van de serie had Chad geen speciale krachten afgezien van zijn sterkte. Na het gevecht met een hollow ontwikkelde hij zijn kracht: een gepantserde rechterarm, Brazo Derecha de Gigante (巨人の右腕（ブラソ・デレチャ・デ・ヒガンテ） wat arm van reus betekent. Het pantser vergroot Chads kracht en maakt mogelijk dat hij een krachtige energiestraal afvuurt vanaf zijn vuist. Na zijn training met Renji Abarai verkrijgt Chad een verbeterde versie van zijn arm. Ook heeft hij een nieuwe aanval die El Directo (巨人の一撃（エル・ディレクト） heet. Om deze aanval uit te voeren moet hij zijn arm uitklappen om de tegenstander te slaan.
In Hueco Mundo is de kracht van Chad groter geworden. Hij heeft nu pantsers aan beide armen. Ook is zijn snelheid vergroot. Brazo Derecha de Gigante wordt een schild dat van zijn hand tot zijn onderarm reikt. Chads linkerarm wordt gebruikt als aanvalsarm en heetBrazo Izquierda del Diablo (悪魔の左腕（ブラソ・イスキエルダ・デル・ディアボロ）wat duivelse linkerarm betekent. Met deze arm heeft hij een speciale aanval die La Muerte (魔人の一撃（ラ・ムエルテ）) heet wat de dood betekent. Het is een krachtige vuistslag die Chad uitdeelt met al zijn krachten uit zijn vingers.